# 库班碘泡虫
库班碘泡虫（学名：Myxobolus kubanicum）为碘泡科碘泡虫属的动物。分布于俄罗斯以及辽宁、湖北、四川、云南、浙江、江西、武陵山地区、广东、宁夏等，营寄生生活，寄生在鳃（鲫、鲤、白鲫）、体表、肝（鲤、鲫）、鳍、输尿管（鲫）、肠、肾（鲤、鲫、鲢、白鲫）、膀胱（鲫、白鲫、麦穗鱼、鲤）、胃（乌鳢）、鳔（鲫、鳙、鲤、白鲫）、肠系膜（鲫、泥鳅、鲤）、肌肉、脾、鼻、胆囊（白鲫、鲤）、鳔（异鳔鳅鮀、鲤）、头部躯干背部（红鲤、银鲫）。